# Estampatx
Estampatx (Stampaxi en sard campidanès; en italià i oficialment, Stampace) és un dels quatre barris històrics de la ciutat de Càller.
El barri, situat al centre històric de la ciutat, a l'oest del Castell de Càller, va ser fundat pels pisans al segle XIII, que el van dotar d'un modest sistema de fortificació (del qual resta la torre de l'Esperó).
D'ençà de la fundació, Estampatx ha estat un barri habitat principalment per comerciants, artesans i petit burgesos, fins a perdre gradualment aquest caràcter en època contemporània. Estampatx limita a l'oest amb la vila (avui barri) de Sant'Avendrace, antigament una de les zones més perifèriques i pobres de la ciutat. Els nombrosos jaciments arqueològics situats a la zona d'Estampatx i de Sant'Avendrace, testimoni de la Càller púnica i romana, són de gran importància històrica i artística, com també les poques restes que es conserven de Santa Igia, antiga capital del jutjat de Càller, a la zona que toca a l'estany de Santa Gilla.

## Orígens del nom
Sobre el nom, el canonge Giovanni Spano escriu: "No se sap l'origen de la veu d'on pren el nom aquest Barri. Hi ha qui diu que s'anomena així per un lloc del mateix nom a la ciutat de Pisa, potser un carrer, potser un barri de la ciutat." Un estudi històric-filològic recent ofereix la següent interpretació: "El nom Estampatx recorda la dominació pisana de l'àrea de Càller, que coincideix amb el lloc homònim de la muralla de Pisa que correspon a la Porta al Mare, on probablement existia, a l'Alta Edat mitjana, una església dedicada a Sant Pacià, bisbe de Barcelona que va viure a la segona meitat del segle IV; després de la conquesta catalanoaragonesa del 1325 els catalans van anomenar aquell lloc Escampaig (R. Muntaner, Crònica catalana, a l'any 1325. Barcelona, 1860), nom que prové evidentment d'alguna cosa tipus ex-campanya, atès que els anteriors dominadors pisans l'havien recuperat d'una zona agresta aleshores fora de ciutat." (Guglielmo Peirce, Els orígens prehistòrics de l'onomàstica italiana. S.N.S.P. 1998. Smashwords, 2010).

## Història
El barri era ja habitat en edat romana, com testimonien moltes construccions que pertanyen a aquell període: el fòrum, sota l'actual plaça del Carme; el temple de Via Malta; les termes, a la zona de l'avinguda de Trieste; la necròpoli de Tuvixeddu, a Sant'Avendrace; el barri burgès (del qual forma part la "vil·la de Tigel·li"), o l'amfiteatre romà.

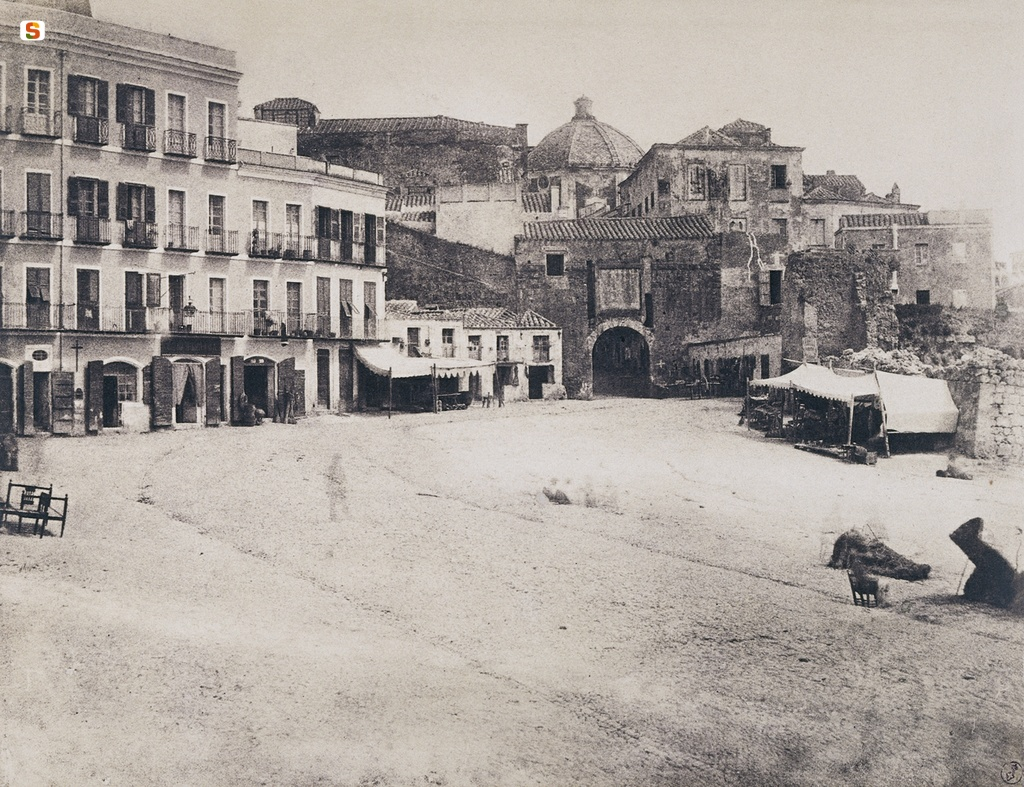
Porta d'Estampatx, 1854

Fins a la Unitat d'Itàlia, Estampatx era protegit per una muralla d'època pisana. Successivament, amb l'expansió de la ciutat enllà de les antigues muralles, es va decidir enderrocar les d'Estampatx, juntament amb les dels barris de la Marina i de Vilanova. L'única part que queda de la muralla és la torre de l'Esperó, al costat de l'església homònima. A la plaça Yenne, a l'entrada del que avui és el carrer Manno, hi havia la Porta Estampatx, que va ser enderrocada el 1856. Als documents de l'època és també anomenada Porta Marina i Porta de sant Jordi. Al costat de la Porta hi havia el bastió de Sant Francesc, que ocupava part del que avui és el Largo Carlo Felice. Durant els bombardejos del 1943, a Estampatx es van obrir molts refugis, com el de la cripta de Santa Restituta, el refugi del carrer Don Bosco i l'hospital sant Jordi de l'avinguda Merello, al pati de la seu de la Creu Roja Italiana, que el gestionava. El 17 de febrer de 1943 a l'entrada del refugi de Santa Restituta van morir gairebé 200 persones, entre les quals també el pintor Tarquinio Sini, mentre intentaven obrir desesperadament una de les dues entrades per refugiar-se d'un bombardeig, ja que ningú no havia vingut a obrir amb les claus. D'aleshores ençà es va decidir que els refugis quedarien sempre oberts.

## Monuments i llocs d'interès

### Jaciments arqueològics

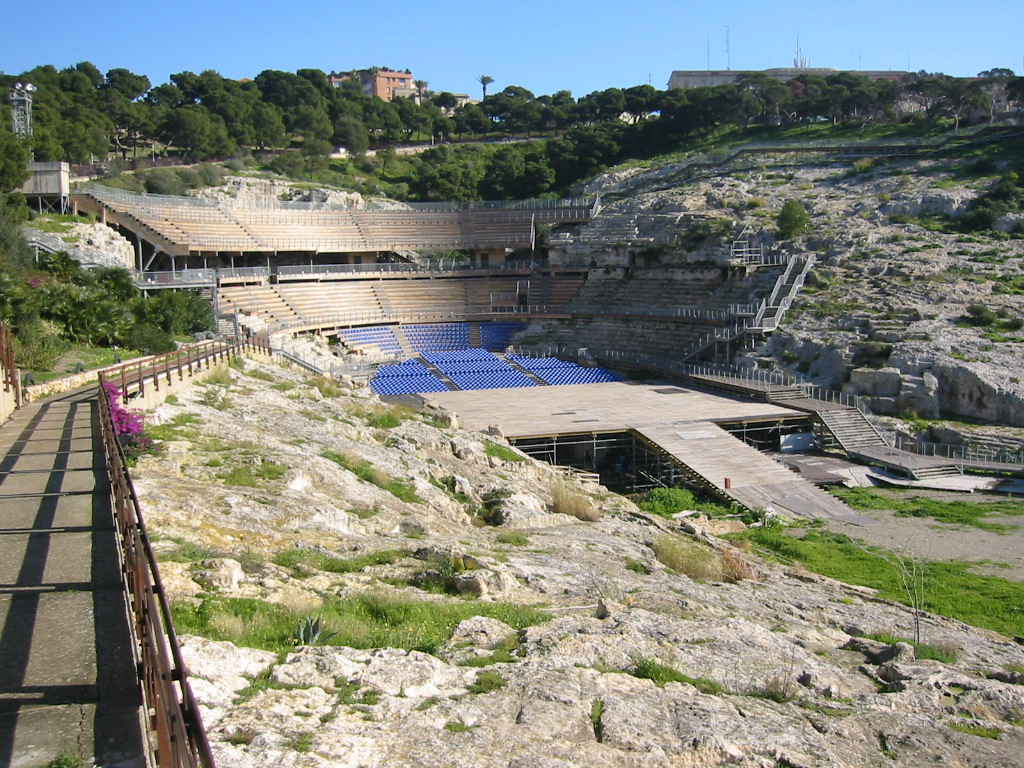
L'amfiteatre romà

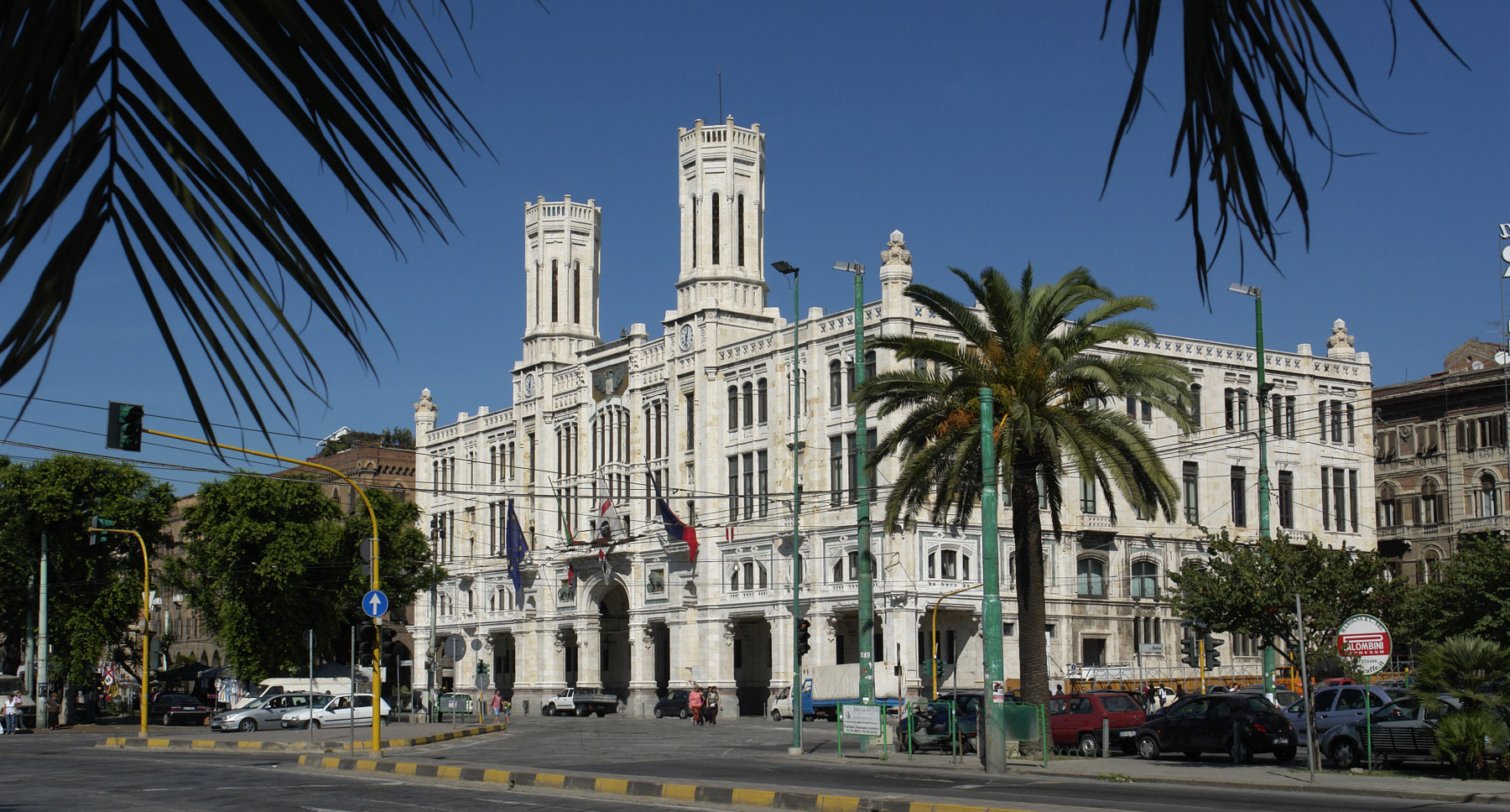
Ajuntament

- Hipogeu prop de les esglésies de Santa Restituta i de Sant Efisi
- Amfiteatre romà de Càller
- Vil·la de Tigel·li

### Arquitectura religiosa
- Església col·legial de Santa Anna, parròquia del barri, del segle xviii. Situada al carrer Azuni.
- Església de Sant Efisi, dedicada al sant més venerat de Càller. Es troba al carrer de Sant Efisi.
- Església de Santa Restituta del segle XVII. S'hi accedeix per mitjà d'una placeta entre el carrer de Santa Restituta i el carrer de Sant Efisi.
- Església de Sant Miquel, d'estil barroc. Es troba al capdamunt del carrer d'Azuni.
- Església dels Sants Llorenç i Pancraç o de la Mare de Déu de Buoncammino, del segle xiii, en estil romànic amb afegits del segle XVIII. Es troba a l'avinguda de Buoncammino.
- Església de la Nostra Senyora del Carme, del segle xvii, reedificada després de la Segona Guerra Mundial. Es troba a l'avinguda de Trieste.
- Església de Sant Pere dels Pescadors, del segle xiii, d'estil romànic i gòtic. Es troba a l'avinguda de Trieste.
- Església de Santa Clara, fundada el segle xiii, reconstruïda en estil barroc el segle xvii. Es troba al capdamunt de les escales de Santa Clara.
- Convent i església dels Frares Caputxins, important centre espiritual on es veneren les despulles de Sant Ignasi de Làcon i del Beat Nicola de Gesturi. Es troba a l'avinguda Fra Ignazio.
- Cripta de Sant Agustí, restes d'una església del segle xv, construïda sobre un edifici més antic, destruïda i reedificada en el barri de la Marina a la darreria del segle XVI. Es troba al Largo Carlo Felice, i s'hi accedeix des del Palau Accardo.
- Església de la Santíssima Annunziata, segona parròquia d'Estampatx, del segle xvii, molt retocada. Es troba al final del Passeig Vittorio Emanuele.
- Ruïnes de l'Església de Sant Francesc, d'estil gòtic, enderrocada a la darreria del segle xix després dels danys causats per un incendi i un llamp que havia caigut sobre el campanar. Se'n conserva el portal a l'església de la Nostra Senyora de Bonària, mentre que les restes del claustre es conserven al carrer Mameli. Aquí va viure fins a la mort (pels volts del 1510) Violant Carròs, comtessa de Quirra, com a acte de penediment per haver fet matar un capellà que actuava contra la seva voluntat.

### Arquitectura civil
- Ajuntament, de la darreria del segle xix i primeria del segle xx. Situat al carrer de Roma, projectat per Annibale Rigotti, acull a l'interior obres d'artistes sards com ara Filippo Figari.
- Hospital Civil Sant Joan de Déu, imponent edifici de la meitat del segle xix, d'estil neoclàssic, obra de l'arquitecte callerès Gaetano Cima. Per l'entrada de la façana, decorada per sis imponents columnes, s'accedeix a l'atri, on es troben les estàtues dels benefactors de l'hospital, al centre de l'edifici. Al primer pis hi ha la capella dedicada a sant Joan de Déu, de planta circular, coberta per una cúpula hemisfèrica pintada amb frescos. Des de l'atri i la capella central, surten diversos passadissos, amb altes voltes de canó, que condueixen a les diferents seccions. L'edifici, malgrat que és un monument rellevant des del punt de vista arquitectònic i històric, és utilitzat encara avui com a hospital.
- Torres o cases de dos pisos a l'avinguda de Trento, d'estil liberty (especialment a la part d'un sol carril, on hi ha el palau Merello).
- Edificis del carrer Pola, d'estil racionalista.

Al barri, les construccions centenàries s'alternen amb edificis construïts durant la postguerra, testimonis dels bombardejos del 1943. Un exemple és l'edifici de la cantonada entre Carlo Felice i el passeig Víctor Manuel II.
- Palau de la Regió Sardenya, d'Ubaldo Badas, a l'avinguda de Trento.
- Palau del Banc de Roma, a la plaça Yenne.

#### Places principals
- Plaça Yenne
- Plaça del Carme
- Plaça Matteotti
- Plaça Sorcinelli (més coneguda com a plaça Trento); acull un mercat el diumenge.

### Carrers principals
Les principals artèries del barri són:
- Passeig Víctor Manuel II, parcialment de vianants, on es poden trobar restaurants típics, llibreries, joieries, l'estació dels Carabiners, entre d'altres;
- Avinguda de Trieste, una de les artèries més importants i transitades de la ciutat, uneix la plaça del Carme amb Sant'Avendrace. Hi ha diverses oficines municipals i regionals;
- Avinguda de Trento, on hi ha diversos xalets liberty, el Teatre Massimo i el Liceu Clàssic "Siotto"; cada diumenge acull un mercat de segona mà;
- Largo Carlo Felice, amb l'estàtua del sobirà, un passeig i bancs. A més, fins als anys cinquanta del segle xx, hi havia també el gran mercat alimentari.

## Cultura

### Festa de sant Efisi
Cada any, de l'1 al 4 de maig, el barri celebra una festa dedicada al sant guerrer. El matí del primer de maig es duu a terme la processó dels fidels amb vestits tradicional, que precedeixen la carrossa que transporta Sant Efisi i que, després d'haver arribat al lloc del martiri, Nora, retorna el vespre del 4 a l'església del barri.

### Cùcurus cotus day
Durant dos dies del mes de juliol, el barri d'Estampatx celebra “el dia dels caps calents” (cùcurus cotus), fent referència al nom que es donava antigament als habitants del barri per la seva tossuderia. La festa té lloc al voltant de l'església de Sant Miquel: teatre, cabaret i música animen els carrers del barri. A més, els mateixos habitants d'Estampatx reparteixen de franc (su cumbidu) carn de be, peix, malloreddus, frègula sarda i altres especialitats.

### Escoles
A Estampatx hi ha l'escola més antiga de Càller encara en activitat, Sebastiano Satta, al carrer d'Angioy. És l'única escola amb tres entrades. A banda de l'entrada principal, n'hi ha una al carrer de Francesco Crispi i una altra a la plaça del Carmine/carrer Sàsser. L'escola elemental Edmondo de Amicis, de la segona circumscripció a Sant Avendrace, ja no funciona com a tal. L'escola mitjana Giovanni Spano del carrer de Falzarego allotja actualment els alumnes de l'escola elemental Edmondo de Amicis, inaugurada a la primeria dels anys cinquanta. Actualment és en desús per manca d'alumnes.

### Mediateca del Mediterrani
La Mediateca sorgeix al carrer Mameli 164, al lloc de l'antic Mercat Municipal. L'edifici allotja la Biblioteca Municipal General i d'Estudis Sards.